# 4-氨基-1,2,4-三唑
4-氨基-1,2,4-三唑是一种有机化合物，化学式为C2H4N4。

## 制备
4-氨基-1,2,4-三唑可由甲酸和水合肼在水或乙腈中回流反应得到。